# Mon anneau d'or
Singles de Johnny Hallyday
Mes yeux sont fous
(1965) Le diable me pardonne
(1966)
Mon anneau d'or est une chanson de Johnny Hallyday. Elle est sortie en 1965 en super 45 tours et sur l'album Johnny chante Hallyday.

## Composition
La chanson a été écrite par Johnny Hallyday et Gilles Thibaut. L'enregistrement a été produit par Lee Hallyday.

## Liste des pistes
EP 7" 45 tours Mon anneau d'or — Philips 437.126 BE, 1965
A1. Mon anneau d'or (2:50)
A2. Ne joue pas ce jeu-là (2:06)
B1. Laisse un peu d'amour (4:01)
B2. Ne pleure pas (2:35)

## Réception
Le titre s’écoule à plus de 100 000 exemplaires en France.

### Classements hebdomadaires
| Classement (1965)                       | Meilleure position |
| --------------------------------------- | ------------------ |
| France                                  | 13                 |
| Belgique (Wallonie Ultratop 50 Singles) | 16                 |